# Gerilski marketing
Gerilski marketing (eng. guerrilla marketing, poznat i kao gerila-marketing) oblik je marketinške strategije koja minimalnim ulaganjima i nekonvencionalnim metodama oglašavanja nastoji ostvariti maksimalan učinak. Gerilski marketing se usmjerava na pronalaženje nekonvencionalnih mogućnosti oglašavanja na tržištu i izvlačenje koristi od njih. U metode gerilskog marketinga ubraja se i organiziranje besplatnih promocija i degustacija, informativno-promotivni razgovori s potencijalnim korisnicima, te internetski-marketing.

## Povijest
Prve naznake gerilskog marketinga pojavile su se u SAD-u krajem 1970-ih godina. Sam termin prvi je uveo Amerikanac Jay Conrad Levinson koji je 1984. pokrenuo revoluciju u svijetu oglašavanja svojom knjigom Guerrilla marketing. Temeljne ideje gerilskog marketinga, kao i sam naziv, potječu od gerilskog načina ratovanja u kojem se za postizanje ciljeva koriste netipične taktike.

## Koncept i strategija
Gerilske marketinške kampanje umjesto oslanjanja na velike marketinške proračune, koriste se faktorom iznenađenja i taktičke fleksibinosti, teže visokoj učinkovitosti a potrošači su ciljani na neočekivanim mjestima. Osobe koje prenose drugima svoje pozitivne ili negativne reakcije na kampanju, postaju dio gerilskog lanca, odnosno reklamiranja usmenom predajom.
Izvorno je gerilski marketing bio namijenjen upravo malim poduzećima kako bi postala zamijećena na tržištu, no s vremenom su tehnike gerilskog marketinga prihvatila velika poduzeća. Gerilski marketing može se koristiti u samostalnoj kampanji ili kao podrška klasičnim marketinškim kampanjama. Glavni cilj gerilskih marketinških kampanja je pobuditi pozornost što većeg broja kupaca, potaknuti njihov potrošački nemir i aktivirati njihovu spremnost da kupe proizvod ili uslugu.
Gerilski marketing uključuje tri glavna elementa: efekt iznenađenja, efekt rasprostranjenosti i efekt niskih troškova. Iako je u nekim instrumentima gerilskog marketinga naglasak na rasprostranjenosti ili na niskim troškovima, sva tri elementa su u manjoj ili većoj mjeri prisutna u svakoj uspješno kreiranoj kampanji gerilskog marketinga.
Efekt iznenađenja je osnovni princip gerilskog marketinga – neobične poruke često izazivaju emocionalnu reakciju što potrošača približava proizvodu. Postiže se humorom, šokantnim porukama, apsurdom te prezentiranjem na netipičnim mjestima i netipičnim medijima.
Efekt rasprostranjenosti u gerilskom marketingu odnosi se na kampanje kojima je cilj povećati broj primatelja poruke bez istovremenog povećanja troškova (npr. internet marketing, društvene mreže, YouTube i sl.).
Efekt niskih troškova nastaje zahvaljujući početnim niskim troškovima ulaganja u gerilske kampanje, te efektu rasprostranjenosti.

### Najvažnije karakteristike
Gerilska marketinška kampanja mora biti originalna i specifična da bi bila primijećena. Uz dosljednost u planiranju, osmišljavanje strategije i taktike marketinga je najvažniji dio kreiranja gerilske marketinške kampanje. Najvažnije karakteristike uspješne gerilske marketinške kampanje su:
- iznenađenje i privlačenje pozornosti,
- kreativnost i pamtljivost,
- agresivnost i ostavljanje snažne impresije,
- dostupnost i financijska pristupačnost,
- mobilnost, odnosno mogućnost korištenja na raznim lokacijama,
- inspirativnost i uvjerljivost,
- fleksibilnost, odnosno prilagodljivost situaciji, trenutku, mjestu,
- fokusiranost na ciljnu skupinu,
- raznovrsnost sredstava, odnosno brojne mogućnosti korištenja i
- uključivanje potrošača, odnosno interaktivnost.

### Komunikacijski oblici
Osoba koja kreira gerilsku marketinška kampanju mora savršeno razumjeti i poznavati svrhu, suštinu i karakteristike svih kanala za plasiranje poruke. Svaki medij ima prednosti i nedostatke i nužno ih je mudro koristiti uvijek imajući u vidu karakteristike ciljnog tržišta, poruku koju se želi poslati kampanjom i cilj koji se želi postići porukom. Ako ih se brižljivo planira, aktivnosti gerilske marketinške kampanje neće zahtijevati velika ulaganja, a mogu donijeti značajnu korist. 
Gerilski marketing obuhvaća sljedeće komunikacijske oblike:
- osobnu prodaju,
- slanje osobnih dopisa,
- telemarketing,
- objavu oglasa na oglasnim pločama,
- podjelu besplatnih uzoraka,
- oglašavanje na žutim stranicama,
- oglašavanje u specijaliziranim izdanjima ili časopisima,
- organizaciju seminara i demonstraciju proizvoda,
- kreiranje promotivnih artikala,
- promociju uz aktivnosti istraživanje tržišta i
- internet marketing.

Kod svake od navedenih aktivnosti uvjerljivo je najvažniji korak, ali i najveći izazov, prepoznati kupca koji pripada jasno definiranoj ciljnoj skupini.

## Internet kao sredstvo razvoja gerilskog marketinga
Popularnosti gerilskog marketinga u velikoj je mjeri pridonio internet. Današnja informacijska tehnologija svim poduzećima je pružila priliku da se nadmeću u ujednačenim uvjetima. Ne postoje preduvjeti koji determiniraju nečiju efikasnost u svijetu internetske promocije, osim onih koji se odnose na inovativnost i kreativnost ideja, njihovu kvalitetu i provedbu.

## Negativne strane i etička pitanja gerilskog marketinga
Prije provedbe gerilske marketinške kampanje treba obratiti pozornost na etičke, pravne i društvene aspekte i uvjerite se da je ciljna skupina neće negativno reagirati na kampanju. Unatoč mogućnosti velikog uspjeha od gerilske marketinške kampanje, ako je usmjerena na krivu skupini ljudi ili ako nije provedena na pravi način može ozbiljno ugroziti imidž tvrtke.
Najčešći negativne strane gerilskih marketinških kampanja su neovlašteno korištenje tuđeg osobnog vlasništva,  narušavanje privatne ili javne imovine i nemogućnost dobivanja dozvole od vlasnika nekretnine za provođenje kampanje kada je to potrebno.

## Vanjske poveznice
- Guerrilla Marketing: 20+ Examples and Strategies to Stand Out
- 122 Must See Guerrilla marketing Examples
- 25 odličnih primjera gerila marketinga  Arhivirana inačica izvorne stranice od 9. prosinca 2013. (Wayback Machine)
- Primjeri drugačijeg marketinškog pristupa  Arhivirana inačica izvorne stranice od 4. ožujka 2016. (Wayback Machine)